# Synagoga w Kórniku
Synagoga w Kórniku – drewniana bożnica zbudowana w 1767 roku. Podczas II wojny światowej hitlerowcy zburzyli synagogę, nie pozostawiając nic z dotychczasowej konstrukcji.

## Architektura
Budynek wzniesiono na planie prostokąta (ściany dłuższe na osi wschód-zachód). Wejście główne znajdowało się od zachodu, pod portykiem z tympanonem i ze zdwojonymi kolumnami. Bóźnica pokryta była łamanym dachem czterospadowym z lukarnami, zbliżonym do mansardowego. 
Wewnątrz, wzdłuż ścian zachodniej i południowej znajdowały się empory. Pod emporą zachodnią umieszczono tzw. bóźniczkę cechową (osobną salkę modlitewną) oraz sień dla kobiet z osobnym wejściem z narożnika południowo-zachodniego. Sala główna kryta była ośmioboczną pseudokopułą wchodzącą w poddasze, pokrytą dekoracją malarską. Jej czasza była spłaszczona i obniżona w środku, osadzona na fasetach i podciągach. Ściany sali modlitwy miały konstrukcję zdwojoną.